# Draskovich János (főudvarmester)
Gróf trakostyáni Draskovich János (1629 körül – 1692. április 2.) nagybirtokos főnemes, főudvarmester, Baranya és Valkó vármegye főispánja.

## Élete
Draskovich János gróf nádor és Thurzó Borbála grófnő gyermekeként született 1629 körül. 1681 végén királyi főudvarmesterként említik. A király a török megszállás utáni első baranyai és valkói főispánná nevezte ki 1688-ban. E címeket aztán haláláig meg is tartotta, fizetésül 1500 forintot kapott évente. 1689-ben a törökök elleni boszniai hadjáratban győzelmet aratott, 11 zászlót küldött Bécsbe bizonyítékul. Főispáni működéséről keveset tudni, az sem egészen biztos, hogy egyáltalán járt-e valaha a vármegyében. A pécsi jezsuiták korabeli naplója szerint Draskovich segítséget nyújtott nekik.

### Családja
Feleségül vette gróf Nádasdy Mária Magdolnát (?–1699), gróf Nádasdy Ferenc országbíró és gróf Esterházy Anna Júlia leányát, akitől két fia ismeretes:
- Péter Baranya vármegye főispánja; neje: gróf Csáky Katalin
- János (?–1733) Baranya vármegye főispánja, horvát bán; neje: Maria Catharina von Brandis grófnő (1680–1751)